# Наваждение (фильм, 2015)
«Наваждение» (англ. Going Clear: Scientology and the Prison of Belief — «Пу́ть к кли́ру: саентоло́гия и темни́ца веры́») — документальный фильм Алекса Гибни 2015 года о саентологии и Церкви саентологии, основанный на книге лауреата Пулитцеровской премии Лоуренса Райта «Путь к клиру: саентология, Голливуд и темница веры» (2013). Продюсером фильма выступил телеканал HBO. Фильм был представлен в 2015 году на кинофестивале Сандэнс, где был номинирован на 7 статуэток премии «Эмми», получив 3 из них, включая за «Лучший документальный фильм».
Фильм получил широкую похвалу от кинокритиков за представленную в нём деконструкцию истории Церкви саентологии и её основателя Лафайета Рональда Хаббарда, путём сочетания сжатого изложения наряду с тем, как знаменитости сотрудничают с организацией, воспоминаниями бывших членов о том жестоком обращении и эксплуатации, которые они видели, или которым сами подвергались. В свою очередь Церковь саентологии выступила с яростным осуждением фильма, жалобами на кинокритиков за их отзывы и порицанием создателей фильма и задействованных в нём интервьюированных лиц.
«Путь к клиру» вышел в прокат 13 марта 2015 года в ограниченном количестве кинотеатров США, а также был показан на телеканале HBO 29 марта 2015 года, что стало крупным успехом фильма, получившего высокий рейтинг просмотра и собравшего 5,5 млн телезрителей, став вторым самым популярным документальным телепроектом канала за последнее десятилетие. В дальнейшем фильм вышел в международный прокат и был показан во многих странах, несмотря на попытки Церкви саентологии ограничить или запретить его показ.
В российском прокате фильм был выпущен под официальным названием «Наваждение», а предварительный показ состоялся в рамках 37-го Московского международного кинофестиваля, где кинокартина вышла под названием «Просветление: сайентология и причуды веры». Кроме того, фильм был показан телеканалом «24 Док» и вышел на экранах кинотеатров 70 городов России.

## Синопсис
«Путь к клиру» тесно связан с книгой Лоуренса Райта, охватывающей большую часть повествования с использованием архивных источников, драматических реконструкций и интервью с восемью бывшими саентологами: режиссёром и обладателем «Оскара» Полом Хаггисом; бывшим вторым человеком в руководящей иерархии Церкви саентологии Марком „Марти“ Ратбуном; бывшим руководителем саентологического Отдела особых дел Майком Риндером; актёром Джейсоном Бехом, бывшей уполномоченной по связям с Джоном Траволтой Сильвией «Спэнки» Тейлор; бывшими саентологами Томом Де Вохтом, Сарой Голдберг, Ханой Элтрингем Уилфред.
Фильм разбит на три отдельных акта. В первом бывшие саентологи рассказывают о том, как происходило их приобщение к саентологии. Второй акт посвящён истории возникновения саентологии и её основателю — Лафайету Рональду Хаббарду. Заключительный акт сосредотачивает внимание на обвинениях в злоупотреблениях со стороны членов Церкви саентологии и дурных поступках её руководства, в частности, в лице Дэвида Мицкевича, который обвиняется в запугиваниях, избиениях, лишениях свободы и эксплуатации подчинённых. В фильме показана та роль, которую играют известные саентологи, как Джон Траволта и Том Круз, чьи видеовыступления перемежаются с рассказами бывших саентологов о своём опыте пережитого.
Для подтверждения сказанного в фильме представлены документальные кадры имевших место преследований и прослушки бывших саентологов (согласно наставлениям Хаббарда критики саентологов все до единого являются преступниками, чьи преступления нужно обнажать). Кроме того рассказывает о том, как Мицкевич лишил свободы высшее руководство Церкви саентологии на саентологической базе, известной как «Дыра». А про одного из саентологов утверждается, что его заставили вычистить ванную комнату своим языком. В фильме отмечается, что телефонные переговоры актрисы и бывшей жены Тома Круза Николь Кидман прослушивались саентологами с целью разрушить их брак после того, как её обозначили как «вероятный источник неприятностей». А про Джона Траволту сообщалось, что он остался у саентологов из-за страха, что неприятные подробности его личной жизни могут стать достоянием общественности.

## Производство

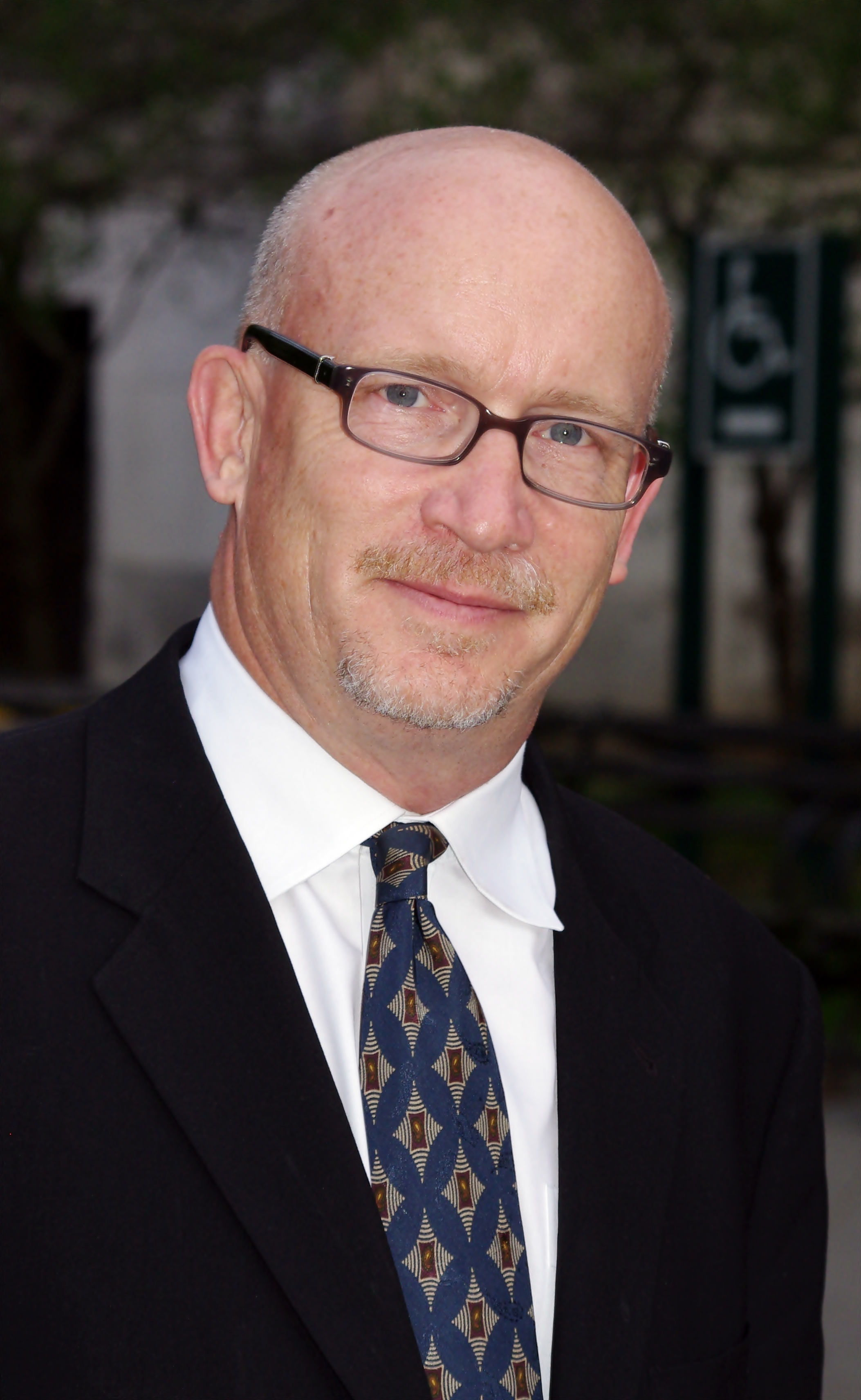
Алекс Гибни, режиссёр фильма «Путь к клиру»

Фильм основан на книге лауреата Пулитцеровской премии Лоуренса Райт «Путь к клиру: саентология, Голливуд и темница веры», вышедшей в январе 2013 года и ставшей финалистом National Book Award. Телеканал HBO объявил в декабре 2014 года, что обладатель «Оскара» и режиссёр фильмов «Такси на тёмную сторону» (2007) и «Ложь Армстронга» (2013) Алекс Гибни занят съёмками фильма по книге Райта и будет приурочен к кинофестивалю Сандэнс в 2015 году. Впервые HBO крепко взялся за Церковь саентологии, хотя и ранее имел с ней непростые отношения, когда саентологии устраивали демонстрации под окнами штаб-квартиры телекомпании после выхода в 1998 году фильма о положительном влиянии антидепрессантов, против чего яростно выступают саентологи. Глава HBO Documentary Films Шейла Невинс в ноябре 2014 года отмечала, что «мы привлекли, вероятно, 160 юристов [просмотревших фильм]».
Гибни приступил к работе над фильмом в 2013 году после того, как был заинтригован книгой Райта. Сам Райт выступил в качестве продюсера фильма, чтобы осветить основную тему книги «как люди различными путями становятся узниками веры». Гибни считает, наряду с причастностью американского правительства к пыткам заключённых в тюрьмах ЦРУ, финансовыми махинациями корпораций и религиозными сексуальными скандалами, саентологию одним из наиболее трудных предметов, который ему пришлось освещать в качестве кинодокументалиста.
Опасения перед возможными судебными исками саентологов, не позволили американским телесетям дать согласие на лицензирование материалы режиссёров, которые сам Гибни обозначил как «поразительный». Гибни отмечал, что «нашёл это увлекательным — больше чем что-либо другое — побудившим все телесети снизойти до лицензии. Я полагаю, что в конце дня, который вам поведал о саентологии больше чем телесети, к которым она безжалостна в стремлении заставить умолкнуть любую критику». Приняв во внимание, что Церковь саентологии преследует своих критиков, Гибни использовал предоплаченные мобильные телефоны, чтобы связываться с интервьюируемыми лицами и держать съёмки фильма в тайне: «Иногда для интервью на камеру мы устанавливали оборудование в чьём-то доме, и я делал всё возможное, чтобы быть там часами ранее. Затем человек появляется там так, что он как будто бы пришёл в чей-то дом».
Объясняя, что его побудило снять фильм про саентологию, Гибни отметил в интервью Reuters, что он посчитал это «важной темой. Не только об этой Церкви саентологии, которой все восхищаются, отчасти, из-за знаменитостей, но, отчасти, из-за способа, которым церковь, кажется, направила людей делать вещи, которые, я полагаю, они обычно никогда бы не сделали, если бы не переступили порог церкви». Гибни, Райт и бывшие саентологи, принявшие участие в съёмках, во время закадрового собеседования выразили надежду, что фильм будет способствовать повышению осведомлённости общественности о заявленных злоупотреблениях, совершённых Церковью саентологии, и побудят СМИ и правоохранительные органы на дальнейшее расследование. Позднее в своей статье в Los Angeles Times Гибни высказал мнение, что в свете документально обоснованных имеющихся злоупотреблений со стороны Церкви саентологии её следует лишить статуса освобождённой от уплаты налогов религиозной организации.

## Дистрибуция и прокат

### США
Премьера «Путь к клиру» состоялась 25 января 2015 года на кинофестивале Сандэнс. The Wall Street Journal отмечал, что это был «жарчайший билет» всего кинофестиваля. Премьера настолько привлекла внимание общественности, что даже те зрители, у кого были на руках билеты, не смогли найти свои места, поскольку обладатели VIP-билетов пожелали посмотреть фильм воспользовавшись своим преимущественным правом на места в зале. Премьеру посетили многие известные люди, среди которых были актёры Алек Болдуин и Тоби Магуайр, комик Джейсон Судейкис, и колумнист The New York Times Морин Дауд. Публика встретила «Путь к клиру» стоя и бурными овациями, что представляет собой редкое явление на Сандэнсе. Появление на сцене Сильвии «Спэнки» Тейлор вместе со своей дочерью, от которой Церковь саентологии заставила Сильвию «отстраниться», заставило многих присутствующих прослезиться. В дальнейшем фильм 13 марта 2015 года вышел в прокат и был показан в ограниченном количестве кинотеатров Нью-Йорка, Лос-Анджелеса и Сан-Франциско.
Ограниченный показ связывается с тем, что фильм может быть выдвинут на получение «Оскара» и должен соответствовать критериям отбора. В связи с не спадающим зрительским спросом, в июле 2015 года HBO объявил, что намерен выпустить фильм в более широкий прокат с 25 сентября в ArcLight Hollywood и подобных ему в Калифорнии, Чикаго, Вашингтоне, Нью-Йорке, Техасе и других уголках США.
29 марта 2015 года HBO показал «Путь к клиру» на своих частотах вещания. Это была самая успешная для телеканала премьера документального фильма с 2006 года, составив 1,7 млн телезрителей. 5,5 миллионов телезрителей посмотрели фильм только в первые две недели с премьеры, что стало вторым крупным успехом телеканала за последнее десятилетие после вышедшего в 2013 года фильма о певице Бейонсе. Vimeo приобрёл права в США на распространение в Интернете в сентябре 2015 года.

### Мир
Фильм получил широкое распространение в мире, но в большинстве стран планировался не для показов в кинотеатрах. Церковь саентологии провела крупную кампанию с целью не допустить показ фильма на международном уровне. Алекс Гибни по этому поводу отмечал: «Каждый шаг по этому пути, каждый дистрибьютор, каждый фестиваль получил по множество писем с угрозами от Церкви саентологии. Некоторые были очень близки к слому». Международный кинофестиваль в Сиднее был в числе тех, кому угрожали саентологи, но фильм «Путь к клиру» было всё-таки показан; Гибни для себя отметил, что «в восторге от австралийцев, преодолевших путь». Однако, австралийская авиакомпания Qantas, чьим послом является саентолог Джон Траволта, отказалась показывать фильм в своих самолётах.
В Дании фильм был показан 21 апреля 2015 года на телеканале DR2 как «Религиозная темница саентологии» (дат. Scientologys religiøse fængsel).
В Швеции фильм был показан 19 мая 2015 года на телеканале SVT1 под названием «Пленённые саентологией» (швед. Fångade av scientologin).
В Нидерландах 19 мая 2015 года фильм под оригинальным названием показал телеканал NPO 2.
Телеканал Sky Atlantic, являющийся содистрибьютором HBO Films, первоначально собирался показать фильм в Великобритании и Ирландии сразу же после его премьеры на телевидении в США. Однако это было прекращено из-за возможного возникновения юридических затруднений. Поскольку Северная Ирландия не присоединилась к Акту о диффамации, существенно обновившего британское законодательство об ответственности за распространение клеветы, и Sky Atlantic не смог бы распределить свой телевизионный сигнал таким образом, чтобы не стать ответчиком по судебному иску. Кроме того у Церкви саентологии получилось воспрепятствовать публикации и распространению книги «Путь к клиру: саентология, Голливуд и темница веры» Лоуренса Райта, на которой основывался фильм, а также пригрозить в своём официальном заявлении судебными исками телевизионным компаниям на территории Соединённого Королевства, сказав, что «будет иметь право обратиться за защитой к законодательству Великобритании и Ирландии об ответственности за распространение клеветы, в том случае, если любые недостоверные или позорящие сведения в этом фильме будут переданы в эфир в этих юрисдикциях». В связи с этим фильм получил ограниченное число показов в июле 2015 года в кинотеатрах Англии и Шотландии. Однако, в конечном итоге Sky Atlantic принял решение начать показ фильма в Великобритании и Ирландии, включая и Северную Ирландию, в сентябре 2015 года.

### Россия
В России фильм вышел под официальным названием «Наваждение», а предварительный показ состоялся в рамках 37-го Московского международного кинофестиваля фильм вышел под названием «Просветление: сайентология и причуды веры».. Кроме того фильм был показан телеканалом 24 Док и вышел на экранах кинотеатров 70 городов России — в Москве и Санкт-Петербурге, Владивостоке, Новосибирске, Екатеринбурге, Омске, Волгограде, Самаре, Краснодаре, Пензе, Челябинске, Ростове-на-Дону, Казани, Нижнем Новгороде, Калининграде, Ульяновске, Красноярске, Уфе, Ижевске, Тюмени, Перми, Набережных челнах, Белгороде, Саратове, Воронеже и Сургуте.

## Оценки
Metacritic 13 марта 2015 года на основании отзывов 10 кинокритиков оценил фильм в 81 из 100.
Rotten Tomatoes собрав по состоянию на 28 сентября 2015 года 71 рецензию поставил фильму оценку в 93 %.
Главный кинокритик Variety Скотт Фоундас высоко оценил уровень тех подробностей, которые есть в фильме и назвал его документальной «пороховой бочкой», которая открывает глаза на «опасность слепой веры».
Лесли Фелперин в The Hollywood Reporter оценивает фильм, как «безупречно смонтированный и убедительный», который «представляет собой смелое, своевременное вмешательство в дебаты вокруг организации, которые некоторое время были жаркими».
Шаран Шетти в Slate назвал фильм «потрясающим разоблачением организации и религии, слишком долго покрытой завесой тайны».
Энтони Кауфман в Screen International писал, что ощутил в некоторых реконструкциях «жёсткость и сенсационность», а оценивая фильм в целом отметил, что он представляет собой «вдумчивое, невероятное, тревожное сочетание промывания мозгов, алчности и злоупотребления властью».
Брайан Бойлан в The Guardian оценил фильм как «развлекательное и ужасающее зрелище», в котором «история саентологии, со всеми необычными участниками, похожа больше кинокомедию, нежели на фильм ужасов», но также и высказал критические замечания, посчитав фильм зависимым от участия только бывших саентологов и без какого-либо участия со стороны Церкви саентологии. Он посчитал, что это упущение сделано фильм «немного односторонним» и это «легко вызывает скепсис относительно некоторых наиболее диковинных заявлений, сделанных бывшими членами».
Саша Броннер в The Huffington Post назвал фильм «душетрепательной и поучительной» работой, которая оставит тех людей, кто ничего не знал о саентологии «заворожёнными».
Кинокритик Оуэн Глейберман назвал фильм «самой захватывающей — и волнующей — работой в документальном кино за долгие годы» и «ужасающе напряжённым триллером», присвоив ему оценку в пять звёзд.
Кинокритик А. В. Долин отметил, что «Путь к клиру» это «Прежде всего это картина о механизмах власти и подавления. О диктатуре большинства, о главном и стародавнем парадоксе веры: „Верую, ибо абсурдно“. Но и о сопротивлении личности тоже, о здравости и собственном достоинстве».
Кинокритик Дмитрий Сосновский в «Российской газете» высказал мнение, что «После просмотра картины трудно отделаться от ощущения, будто на тебя вылили пару вёдер грязи, которую очень непросто отмыть. Для кого-то эта грязь, вероятно, может оказаться лечебной. На тех же, кто не расположен к поиску лёгких способов личностного роста, картина, скорее всего, произведёт гнетущее впечатление, а может и заставить впасть в глубокую мизантропию. Впрочем, в этом виноват уже не фильм, а его проблематика».
После премьеры фильма в музыкальной юмористической передаче Saturday Night Live был показан клип с изображением Церкви саентологии под названием «Церковь нейротологии» (англ. Church of Neurotology), представляющий собой пародию на пропагандистский саентологический клип 1990 года «We Stand Tall», отрывок из которого был показан в «Путь к клиру».

### Награды и номинации
«Путь к клиру» на 67-й церемония вручения Прайм-тайм премии «Эмми» был выдвинут по семи номинациям — «Лучший документальный или специальный документальный фильм», «Кинематография для документальной программы», «Монтаж изображения для документальной программы», «Монтаж звука для документальной программы (для одиночной или нескольких камер)», «Микширование звука для документальной программы (для одиночной или нескольких камер)». Алекс Гибни был номинирован в двух — «Сценарист документальной программы» и «Режиссёр документальной программы».
Фильм выиграл в трёх номинациях — «Лучший документальный или специальный документальный фильм», «Сценарист документальной программы» и «Режиссёр документальной программы». Гибни на церемонии награждения отметил, что для него «это большая честь» и высоко оценил «смелую поддержку» руководства HBO, как и «самотверженность свидетелей, кто встал против… нарушения прав человека».

## Реакция саентологов

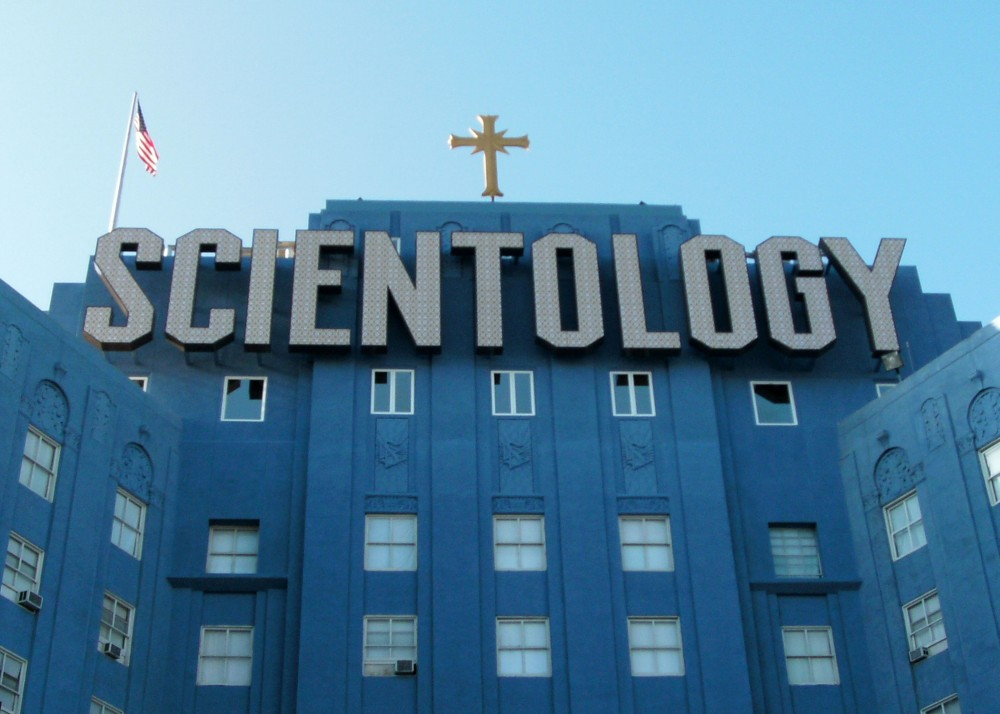
Церковь саентологии выступила резко против выхода фильма.

За десять дней до премьерного показа фильма Церковь саентологии выкупила все полосы для размещения рекламных материалов в газетах The New York Times and Los Angeles Times с целью воспрепятствовать выходу фильма, сравнивая его со скандальной историей статьи «Изнасилования в кампусе» опубликованной в известном журнале «Rolling Stone». Гибни впоследствии отметил, что был очень благодарен Церкви саентологии за рекламу и привлечение широкого внимания к его фильму; он только очень желал, чтобы «она разместила к самому показу». Глава HBO Documentary Films Шейла Невинс отметила, что когда прочитала рекламные публикации Церкви саентологии, то поняла, что «Путь к клиру» ждёт большой успех: «Документальным фильмам сложно получить целую страницу для объявлений, и когда получается, то это правда отлично».
Кроме того, Церковь саентологии опубликовала на одном из своих сайтов «особый доклад», в котором нападала на фильм, а также зарегистрировала новую учётную запись «FreedomMediaEthics» в социальной сети Twitter, где было объявлено о «занятии решительной позиции против трансляции и публикации ложных сведений» и выкупила множество поисковых запросов Google, имеющих отношения к фильму, с целью перенаправить их на собственные сайты и страницы, посвящённые осуждению «Путь к клиру».
Церковь саентологии заявляла, что Гибни отказал в участии в интервью для фильма двадцати пяти саентологам. В то же самое время Гибни утверждает, что делал предложения о интервью таким известным саентологам как актёры Том Круз и Джон Траволта, а также возглавляющему в настоящее время Церковь саентологии Дэвиду Мицкевичу, но все трое отказались, о чём было особо отмечено в титрах к фильму. Вместо них Церковь саентологии, как отмечал Гисби, предложила «делегацию из 25 неустановленных лиц, по-видимому, для обливания грязью снимающихся в нашем фильме». Также Церковь саентологии осудила интервьюированных Гибни в фильме, назвав их «обычной группой навязчивых, рассерженных бывших членов церкви, выгнанных с тех пор, как 30 лет назад совершили должностные преступления, которые имеют документированную историю создания лжи о церкви за деньги».
Гибни отмечал, что Церковь саентологии подготовила «организованный» и «жестокий» ответ на появление своих бывших членов фильме: «Некоторые из них получили угрозы физической расправы, люди угрожали им отобрать их дома, частные детективы преследовали их. Это то, что, по-настоящему, душераздирающе». В марте 2015 года частный детектив из Нью-Йорка Эрик Сальдарриаджа (англ. Eric Saldarriaga) признал себя виновным перед федеральным обвинителем в совершении преступления в сфере информационных технологий путём умышленного получения незаконного доступа к, по меньшей мере, 60 ящикам электронной почты граждан, в интересах третьих лиц, одним из которых был «некто занимающийся расследованием от имени Церкви саентологии». Одними из тех, против кого была направлена деятельность частного детектива были участники съёмок — бывший руководитель саентологического Отдела особых дел Майк Риндер и журналист Тони Ортега. Имена заказчиков Сальдарриаджа не были выявлены в ходе следствия и прокуратура отказалась от дальнейших действий против кого-либо ещё сославшись на отсутствие доказательств. Спустя несколько недель после телевизионной премьеры фильма Пол Хаггис сообщил, что подозреваемый в качестве осведомителя саентологов называет себя репортёром журнала Time и пытался у него взять интервью с вероятной целью получения какого-то компрометирующего материала против Хаггиса, хотя Церковь саентологии выступала с опровержением. Другие участники фильма, Тони Ортега и бывший саентолог Марк Хэдли сообщили, что нанятые Церковью саентологии частные детективы следили за ними в аэропорту Солт-Лейк-Сити, когда они ехали на кинофестиваль Сандэнс.
Церковь саентологии связалась кинокритиками, укоряя их за положительные рецензии на «Путь к клиру», которые «наполнены неприкрытой ложью». Кинокритик Джейсон Бейли из «Flavorwire» писал, что «почти каждый критик, написавший о „Путь к клиру“» получил по электронной почте письмо от саентологического пресс-секретаря Карин Поув. Он указал, что саентологи, видимо, не понимают, что кинокритики, как правило, не стремятся взять интервью для написания рецензии, а также отметил, как история с нападками на рецензии хорошо «согласуется с представленным в фильме образом церкви, как улья затаившихся, параноидально контролируемых фриков». Указывая на случай с «Flavorwire» Гибни отметил, что «когда кто-либо пишет что-либо — кино- или социальную критику — о саентологии, Церковь саентологии наносит контрудар, поливая грязью критиков».
Кинокритик Макс О’Конелл на «Indiewire» осудил такой контрпродуктивный подход Церкви саентологии по отношению к фильму «Путь к клиру». Он сделал прогноз, что «кампания против фильма будет наилучшей рекламой, о какой Алекс Гибни и компания-производитель могут только мечтать, также и нападки на критиков и кинопроизводителей и (это не мелочь) бывших саентологов, которые осмелились выступить против практик церкви. Но тогда им, кажется, не страшно осознавать, что нападки на всех, кто критикует вас, ничуть не способствует улучшению вашего имиджа». Пол Хаггис, которому Церковью саентологии были приклеены ярлыки «тупой» (англ. doughy) и «одутловатый» (англ. pasty) также посчитал, что подобные нападки приведут к прямо противоположному: «Вы не думали, что ухудшаете свой вид, пытаясь оклеветать меня таким образом? Я несовершенный человек. И я совершил много-много ошибок в своей жизни. Поэтому, вы можете опубликовать любые из них. Но это, правда, (вы) полагаете позволит вам лучше выглядеть?».
Создатели фильма Алекс Гибни и Лоуренс Райт сообщали, что получали множество «открыток и писем» от Церкви саентологии, хотя в их случае содержание ограничено лишь «бременем юридической документации». Глава HBO Documentary Films Шейла Невинс в ноябре 2014 года отмечала, что «мы привлекли, вероятно, 160 юристов [просмотревших фильм]». Кроме того она отметила, что не могла поверить насколько агрессивной может быть Церковь саентологии. Но именно такая враждебная настойчивость в попытках воспрепятствовать выходу фильма «Путь к клиру» в большей степени побудили Невинс к тому, чтобы закончить работу над кинопроектом: «Я подумала: „Они действительно не хотят, чтобы мы его сделали. Всё больше причин его сделать“».

## Уточнения
1. ↑  Также возможные варианты перевода — Путь к клиру: саентология и тюрьма веры, Путь к клиру: саентология и тюрьма убеждений, Начистоту: саентология и тюрьма убеждений, Стремление к чистоте: саентология и тюрьма веры, Очищение: саентология и тюрьма веры.